# Pointel
Pointel és un municipi francès situat al departament de l'Orne i a la regió de Normandia. L'any 2007 tenia 384 habitants.

## Demografia

### Població
El 2007 la població de fet de Pointel era de 384 persones. Hi havia 118 famílies de les quals 24 eren unipersonals (8 homes vivint sols i 16 dones vivint soles), 33 parelles sense fills, 57 parelles amb fills i 4 famílies monoparentals amb fills.
La població ha evolucionat segons el següent gràfic:
Habitants censats

### Habitatges
El 2007 hi havia 125 habitatges, 117 eren l'habitatge principal de la família, 6 eren segones residències i 2 estaven desocupats. Tots els 123 habitatges eren cases. Dels 117 habitatges principals, 95 estaven ocupats pels seus propietaris, 20 estaven llogats i ocupats pels llogaters i 1 estava cedit a títol gratuït; 1 tenia una cambra, 8 en tenien dues, 9 en tenien tres, 38 en tenien quatre i 60 en tenien cinc o més. 87 habitatges disposaven pel capbaix d'una plaça de pàrquing. A 47 habitatges hi havia un automòbil i a 60 n'hi havia dos o més.

### Piràmide de població
La piràmide de població per edats i sexe el 2009 era:
| Homes | Edats   | Dones |
| ----- | ------- | ----- |
| 0     | 95 o +  | 0     |
| 0     | 90 a 94 | 0     |
| 0     | 85 a 89 | 4     |
| 4     | 80 a 84 | 4     |
| 4     | 75 a 79 | 4     |
| 4     | 70 a 74 | 8     |
| 16    | 65 a 69 | 12    |
| 0     | 60 a 64 | 8     |
| 8     | 55 a 59 | 0     |
| 4     | 50 a 54 | 4     |
| 0     | 45 a 49 | 8     |
| 16    | 40 a 44 | 12    |
| 16    | 35 a 39 | 12    |
| 4     | 30 a 34 | 8     |
| 8     | 25 a 29 | 4     |
| 0     | 20 a 24 | 4     |
| 0     | 15 a 19 | 4     |
| 8     | 10 a 14 | 8     |
| 8     | 5 a 9   | 8     |
| 12    | 0 a 4   | 4     |

## Economia
El 2007 la població en edat de treballar era de 257 persones, 180 eren actives i 77 eren inactives. De les 180 persones actives 168 estaven ocupades (116 homes i 52 dones) i 12 estaven aturades (3 homes i 9 dones). De les 77 persones inactives 15 estaven jubilades, 51 estaven estudiant i 11 estaven classificades com a «altres inactius».

### Ingressos
El 2009 a Pointel hi havia 114 unitats fiscals que integraven 310 persones, la mediana anual d'ingressos fiscals per persona era de 18.249 €.

### Activitats econòmiques
Dels 14 establiments que hi havia el 2007, 6 eren d'empreses de fabricació d'altres productes industrials, 3 d'empreses de construcció, 2 d'empreses de comerç i reparació d'automòbils i 3 d'empreses financeres.
Dels 5 establiments de servei als particulars que hi havia el 2009, 1 era un taller de reparació d'automòbils i de material agrícola, 1 guixaire pintor, 1 fusteria, 1 lampisteria i 1 agència de treball temporal.
L'any 2000 a Pointel hi havia 18 explotacions agrícoles que ocupaven un total de 750 hectàrees.

## Poblacions més properes
El següent diagrama mostra les poblacions més properes.